# Escalpel·lomorfs
Els escalpel·lomorfs (Scalpellomorpha) són un ordre de crustacis cirrípedes dins dels toràcics pedunculats, és a dir, que tenen peduncle.

## Taxonomia
L'ordre Scalpellomorpha inclou 570 especies repartides en les següents superfamílies i famílies:
- Família Probathylepadidae Ren & Sha, 2015
- Superfamília Lepadoidea Chan et al., 2021
  - Família Heteralepadidae Nilsson-Cantell, 1921
  - Família Lepadidae Darwin, 1852
  - Família Malacolepadidae Hiro, 1937
  - Família Poecilasmatidae Annandale, 1909
  - Família Rhizolepadidae Zevina, 1980
- Superfamília Neolepadoidea Chan et al., 2021
  - Família Neobrachylepadidae Newman & Yamaguchi, 1995
  - Família Neolepadidae Yamaguchi, Newman & Hashimoto, 2004
  - Família Neoverrucidae Newman, 1989 in Hessler & Newman, 1989
- Superfamília Scalpelloidea Chan et al., 2021
  - Família Proverrucidae Newman, 1989 in Hessler & Newman, 1989 †
  - Família Scalpellidae Pilsbry, 1907